# 24 images
Vous pouvez aider à l'améliorer ou bien discuter des problèmes sur sa page de discussion.
- Il ne cite pas suffisamment ses sources. Vous pouvez indiquer les passages à sourcer avec {{référence nécessaire}} ou {{Référence souhaitée}}, et inclure les références utiles en les liant aux notes de bas de page. (Marqué depuis février 2023)
- Il ne s’appuie pas, ou pas assez, sur des sources secondaires ou tertiaires. (Marqué depuis février 2023)

- Archive Wikiwix
- Bing
- Cairn
- DuckDuckGo
- E. Universalis
- Gallica
- Google
- G. Books
- G. News
- G. Scholar
- Persée
- Qwant
- (zh) Baidu
- (ru) Yandex
- (wd) trouver des œuvres sur Wikidata

24 images est un média cinématographique québécois créé en 1979, qui propose une revue, puis plus récemment[Quand ?] un site internet et un balado. Sa ligne éditoriale est de proposer des textes de réflexions cinématographiques en relation avec les contextes socioculturels dont proviennent les films, et des chroniques d'actualité. Le média a remporté plusieurs prix de la Société de développement des périodiques culturels québécois.

## Histoire
Fondée à Montréal en 1979 par Benoit Patar, la revue devient membre de la Société de développement des périodiques culturels québécois (SODEP) dès 1982. 24 images trouve un nouvel élan lorsqu'elle est reprise en 1987 par Claude Racine. Celui-ci rassemble un nouveau comité de rédaction, avec notamment Marcel Jean et Marie-Claude Loiselle. En 2003, Philippe Gajan devient le nouveau directeur de la revue.
À partir d'octobre 2006, la revue est accompagnée d'un DVD qui permet aux lecteurs de visionner des œuvres cinématographiques reliées au thème du numéro. Cette initiative est suivie de la refonte du site internet dans l'objectif d'offrir une couverture hebdomadaire de l'actualité cinématographique. Pour diversifier ses plateformes de diffusion, la revue lance en 2016 le balado 24 images, qui rassemble des cinéastes, des personnalités publiques ainsi que des collaborateurs afin de discuter de sujets d'actualité.

## Ligne éditoriale
La politique éditoriale affichée par 24 images consiste à s'appuyer principalement sur l'exercice critique en proposant des analyses étoffées d'œuvre, en réfléchissant le cinéma dans son rapport avec la société.

## Comité de rédaction et contributeurs
Bruno Dequen devient rédacteur en chef de la revue 24 images en 2015, après en avoir été collaborateur depuis 2008. Il remplace Marie-Claude Loiselle qui occupait le poste depuis 1992. En 2023, le comité de rédaction est composé d'Elijah Baron, Apolline Caron-Ottavi, Ariel Esteban Cayer, Robert Daudelin, Bruno Dequen, Alexandre Fontaine Rousseau, Sylvain Lavallée, Alice Michaud-Lapointe, Laurence Olivier et Carlos Solano.
Helen Faradji occupe le poste de rédactrice en chef du site internet jusqu'en 2016.
Le balado 24 images lancé en 2016 est Initialement animé par Helen Faradji, puis par Alexandre Fontaine Rousseau.

## Prix
- 2008 : finaliste du Grand Prix du Conseil des arts de Montréal dans la catégorie « littérature »[9].
- 2013 : finaliste du prix d'excellence de la SODEP dans la catégorie « journalisme culturel » pour le dossier Les 200 films québécois qu'il faut avoir vus du numéro 156[10].
- 2013 : finaliste du prix d'excellence de la SODEP dans la catégorie « journalisme culture l» pour Claudio Pazienza, le conspirateur du cinéma d'André Roy du numéro 159[10].
- 2018 : finaliste du prix d'excellence de la SODEP dans la catégorie  « journalisme culturel » pour Entretien avec Stanislas Nordey de Gérard Grugeau et André Roy du numéro 182[11].
- 2019 : finaliste du prix d'excellence de la SODEP dans la catégorie « création visuelle » pour Les petites marguerites de Sophie Bédard du numéro 187[10].